# Rally de Suecia de 2010
El Rally de Suecia de 2010, oficialmente 58th Rally Sweden, fue la 58.ª edición y la primera ronda de la temporada 2010 del Campeonato Mundial de Rally. Se celebró en las cercanías de Karlstad, (Varmland) entre el 11 y el 14 de febrero y contó con un itinerario de veintiún tramos sobre nieve que sumaban un total de 345.15 km cronometrados.
Entre los inscritos del rally se encontraban Marcus Grönholm, su segunda aparición en el mundial desde su retirada en 2007 y Kimi Räikkönen, la segunda participación en el mundial, tras su debut en el Rally de Finlandia de 2009 y la primera en un World Rally Car.

## Itinerario y ganadores
| Día              | Tramo | Hora  | Tramo                          | Distancia | Ganador            | Tiempo  | Vel. media  | Líder rally    |
| ---------------- | ----- | ----- | ------------------------------ | --------- | ------------------ | ------- | ----------- | -------------- |
| Día 1 (11 febr.) | SS1   | 20:00 | Karlstad Super Special Stage 1 | 1.90 km   | Dani Sordo         | 1:31.4  | 74.84 km/h  | Dani Sordo     |
| Día 2 (12 febr.) | SS2   | 08:18 | Likenäs 1                      | 20.78 km  | Sébastien Loeb     | 11:33.7 | 107.84 km/h | Sébastien Loeb |
| Día 2 (12 febr.) | SS3   | 09:41 | Viggen 1                       | 21.28 km  | Sébastien Loeb     | 10:50.7 | 117.73 km/h | Sébastien Loeb |
| Día 2 (12 febr.) | SS4   | 10:51 | Torntorp 1                     | 19.21 km  | Mikko Hirvonen     | 9:54.7  | 116.29 km/h | Sébastien Loeb |
| Día 2 (12 febr.) | SS5   | 13:33 | Likenäs 2                      | 20.78 km  | Mikko Hirvonen     | 11:37.7 | 107.22 km/h | Mikko Hirvonen |
| Día 2 (12 febr.) | SS6   | 14:56 | Viggen 2                       | 21.28 km  | Jari-Matti Latvala | 10:49.5 | 117.95 km/h | Mikko Hirvonen |
| Día 2 (12 febr.) | SS7   | 16:29 | Torntorp 2                     | 19.21 km  | Mikko Hirvonen     | 9:57.0  | 115.84 km/h | Mikko Hirvonen |
| Día 2 (12 febr.) | SS8   | 20:00 | Karlstad Super Special Stage 2 | 1.90 km   | Sébastien Loeb     | 1:34.8  | 72.15 km/h  | Mikko Hirvonen |
| Día 3 (13 febr.) | SS9   | 07:58 | Vargåsen 1                     | 24.63 km  | Mikko Hirvonen     | 13:18.4 | 111.06 km/h | Mikko Hirvonen |
| Día 3 (13 febr.) | SS10  | 09:46 | Sågen 1                        | 14.23 km  | Sébastien Loeb     | 7:13.1  | 118.28 km/h | Mikko Hirvonen |
| Día 3 (13 febr.) | SS11  | 10:42 | Fredriksberg 1                 | 18.15 km  | Sébastien Loeb     | 10:27.4 | 104.14 km/h | Mikko Hirvonen |
| Día 3 (13 febr.) | SS12  | 11:58 | Hagfors Sprint 1               | 1.87 km   | Sébastien Loeb     | 2:05.1  | 53.81 km/h  | Mikko Hirvonen |
| Día 3 (13 febr.) | SS13  | 13:41 | Vargåsen 2                     | 24.63 km  | Jari-Matti Latvala | 13:06.4 | 112.75 km/h | Mikko Hirvonen |
| Día 3 (13 febr.) | SS14  | 15:34 | Sågen 2                        | 14.23 km  | Marcus Grönholm    | 7:14.5  | 117.90 km/h | Mikko Hirvonen |
| Día 3 (13 febr.) | SS15  | 16:30 | Fredriksberg 2                 | 18.15 km  | Jari-Matti Latvala | 10:44.2 | 101.43 km/h | Mikko Hirvonen |
| Día 3 (13 febr.) | SS16  | 17:46 | Hagfors Sprint 2               | 1.87 km   | Martin Prokop      | 2:14.9  | 49.90 km/h  | Mikko Hirvonen |
| Día 4 (14 febr.) | SS17  | 07:52 | Rämmen 1                       | 21.87 km  | Sébastien Loeb     | 11:11.3 | 117.28 km/h | Mikko Hirvonen |
| Día 4 (14 febr.) | SS18  | 08:28 | Värmullsåsen 1                 | 23.41 km  | Mikko Hirvonen     | 13:13.2 | 106.25 km/h | Mikko Hirvonen |
| Día 4 (14 febr.) | SS19  | 10:51 | Lesjöfors                      | 10.49 km  | Mikko Hirvonen     | 5:52.9  | 107.01 km/h | Mikko Hirvonen |
| Día 4 (14 febr.) | SS20  | 11:23 | Rämmen 2                       | 21.87 km  | Jari-Matti Latvala | 10:59.6 | 119.36 km/h | Mikko Hirvonen |
| Día 4 (14 febr.) | SS21  | 12:52 | Värmullsåsen 2                 | 23.41 km  | Jari-Matti Latvala | 13:19.1 | 105.46 km/h | Mikko Hirvonen |

## Clasificación final
| Pos.     | Piloto               | Copiloto                | Automóvil                      | Tiempo    | Diferencia | Puntos  |
| General  | General              | General                 | General                        | General   | General    | General |
| -------- | -------------------- | ----------------------- | ------------------------------ | --------- | ---------- | ------- |
| 1.       | Mikko Hirvonen       | Jarmo Lehtinen          | Ford Focus RS WRC 09           | 3:09:30.4 | 0.0        | 25      |
| 2.       | Sébastien Loeb       | Daniel Elena            | Citroën C4 WRC                 | 3:10:12.7 | 42.3       | 18      |
| 3.       | Jari-Matti Latvala   | Miikka Anttila          | Ford Focus RS WRC 09           | 3:10:45.8 | 1:15.4     | 15      |
| 4.       | Dani Sordo           | Marc Marti              | Citroën C4 WRC                 | 3:12:12.0 | 2:41.6     | 12      |
| 5.       | Sébastien Ogier      | Julien Ingrassia        | Citroën C4 WRC                 | 3:13:45.7 | 4:15.3     | 10      |
| 6.       | Henning Solberg      | Ilka Minor              | Ford Focus RS WRC 08           | 3:14:53.8 | 5:23.4     | 8       |
| 7.       | Matthew Wilson       | Scott Martin            | Ford Focus RS WRC 08           | 3:17:24.3 | 7:53.9     | 6       |
| 8.       | Mads Østberg         | Jonas Andersson         | Subaru Impreza WRC 2007        | 3:18:52.6 | 9:22.2     | 4       |
| 9.       | Petter Solberg       | Phil Mills              | Citroën C4 WRC                 | 3:19:47.9 | 10:17.5    | 2       |
| 10.      | Per-Gunnar Andersson | Anders Fredriksson      | Škoda Fabia S2000              | 3:21:39.3 | 12:08.9    | 1       |
| SWRC     |                      |                         |                                |           |            |         |
| 1. (10.) | Per-Gunnar Andersson | Anders Fredriksson      | Škoda Fabia S2000              | 3:21:39.3 | 0.0        | 25      |
| 2. (12.) | Janne Tuohino        | Markku Tuohino          | Ford Fiesta S2000              | 3:22:36.6 | 57.3       | 18      |
| 3. (14.) | Martin Prokop        | Jan Tománek             | Ford Fiesta S2000              | 3:24:35.7 | 2:56.4     | 15      |
| 4. (15.) | Patrik Sandell       | Emil Axelsson           | Škoda Fabia S2000              | 3:26:19.4 | 4:40.1     | 12      |
| 5. (16.) | Eyvind Brynildsen    | Cato Menkerud           | Škoda Fabia S2000              | 3:26:37.3 | 4:58.0     | 10      |
| 6. (19.) | Bernardo Sousa       | Nuno Rodrigues da Silva | Ford Fiesta S2000              | 3:28:54.9 | 7:15.6     | 8       |
| 7. (25.) | Per-Arne Sääv        | Karl-Olof Lexe          | Škoda Fabia S2000              | 3:39:28.7 | 17:49.4    | 6       |
| PWRC     |                      |                         |                                |           |            |         |
| 1. (18.) | Patrik Flodin        | Göran Bergsten          | Subaru Impreza WRX STi         | 3:28:04.7 | 0.0        | 25      |
| 2. (20.) | Anders Grøndal       | Veronica Engan          | Subaru Impreza WRX STi         | 3:29:17.8 | 1:13.1     | 18      |
| 3. (23.) | Armindo Araújo       | Miguel Ramalho          | Mitsubishi Lancer Evolution X  | 3:33:09.6 | 5:04.9     | 15      |
| 4. (27.) | Fabio Friseiro       | Jordi Barrabes Costa    | Mitsubishi Lancer Evolution IX | 3:44:49.8 | 16:45.1    | 12      |
| 5. (30.) | Martin Semerád       | Bohuslav Ceplecha       | Mitsubishi Lancer Evolution IX | 3:49:52.5 | 21:47.8    | 10      |
| 6. (31.) | Reijo Muhonen        | Lasse Miettinen         | Mitsubishi Lancer Evolution X  | 3:53:00.0 | 24:55.3    | 8       |
| 7. (40.) | Gianluca Linari      | Paolo Gregoriani        | Subaru Impreza WRX STi         | 4:11:03.3 | 42:58.6    | 6       |
| 8. (42.) | Paulo Nobre          | Edu Paula               | Mitsubishi Lancer Evolution X  | 4:19:52.8 | 51:48.1    | 4       |